# Alonso Ruizpalacios
Alonso Ruizpalacios Remus (Ciudad de México, 1978) es un director de cine mexicano. Fue galardonado con el premio Ariel a la mejor dirección en 2015 y 2022, y el Oso de Plata al mejor guion, junto con Manuel Alcalá, en el Festival Internacional de Cine de Berlín de 2018. Ha dirigido los largometrajes Güeros (2014), Museo (2018) y Una película de policías (2021).
Además, dirigió los tres episodios finales de la serie Andor, una de las producciones más aclamadas por la crítica dentro de la franquicia de Star Wars.

## Estudios
Estudió dirección y actuación, con Ludwik Margules, en el Foro Teatro Contemporáneo en México, antes de trasladarse a Londres para inscribirse en la Real Academia de Arte Dramático —de la que egresó en 2002 con un grado de bachiller universitario en letras de actuación—, por la que fue becario del Fondo Nacional para la Cultura y las Artes bajo el programa «Apoyo para Estudios en el Extranjero». De acuerdo con el propio Ruizpalacios, su preparación como cineasta fue «autodidacta», para lo que leyó «decenas de libros» y montó ciclos de cine para análisis de filmes.

## Carrera
En etapas iniciales de su carrera, dirigió los programas Fonda Susilla y Cuadro a cuadro, ambos de Canal Once, para cuyo segmento Once Niños —que consideró su «escuela en el cine»— fungió como realizador. Su primer cortometraje, Café Paraíso (2008) —protagonizado por Sophie Alexander y Tenoch Huerta en los papeles de dos inmigrantes mexicanos trabajadores de una cafetería en Los Ángeles— fue ganador del premio Ariel a mejor cortometraje de ficción y otros galardones, como el «Danzante de oro» del Festival de Cine de Huesca. Dos años después, dirigió El último canto del pájaro Cú (2010), con el que repitió el premio Ariel en la misma categoría en 2011 y que abordaba la historia de «un joven que reconstruye su vida minutos antes de su muerte».
El guion de su primer largometraje, que comenzó a escribir al finalizar sus estudios, lo completó en un taller de cineastas en Madrid y, una vez finalizado, con él ganó el concurso del Fondo para la Producción Cinematográfica de Calidad —por lo que recibió una aportación de 9.2 millones de pesos—. El resultado, con un costo de catorce millones de pesos, fue Güeros (2014), que narra la búsqueda que, en 1999 —en el marco de la huelga estudiantil de la Universidad Nacional Autónoma de México—, tres jóvenes hacen de un viejo músico. Aunque recibió buenas críticas y fue ganadora de múltiples galardones, incluyendo cinco premios Ariel —en categorías como mejor película, mejor dirección y mejor fotografía— de doce nominaciones y mejor ópera prima en el Festival Internacional de Cine de Berlín, con la taquilla no logró recuperar la inversión.
Protagonizada por Huerta, Ilse Salas y Sebastián Aguirre y filmada en blanco y negro en locaciones como la Ciudad Universitaria, el Zoológico de Chapultepec y ciudades como Guadalajara, Veracruz y Cancún, entre otras, pasó un año en festivales en el extranjero antes de su estreno en territorio mexicano. En este sentido, el filme se estrenó en salas comerciales con 55 copias y en su primera semana tuvo alrededor de doce mil espectadores. Al respecto, el director señaló: «La estrenamos casi un año después de que la presentamos internacionalmente en los festivales, tuvo unas primeras dos buenas semanas, después llegó Rápido y Furioso y nos aplastó a todos». Poco después, presentó su tercer cortometraje, Verde (2016) —con el respaldo del Instituto Mexicano de Cinematografía (IMCINE) y enfocado en un guardia de traslado de valores que se enfrenta con la posibilidad de robar el dinero que transporta—, en festivales como el Internacional de Cine de Toronto y el Internacional de Cine de Morelia.

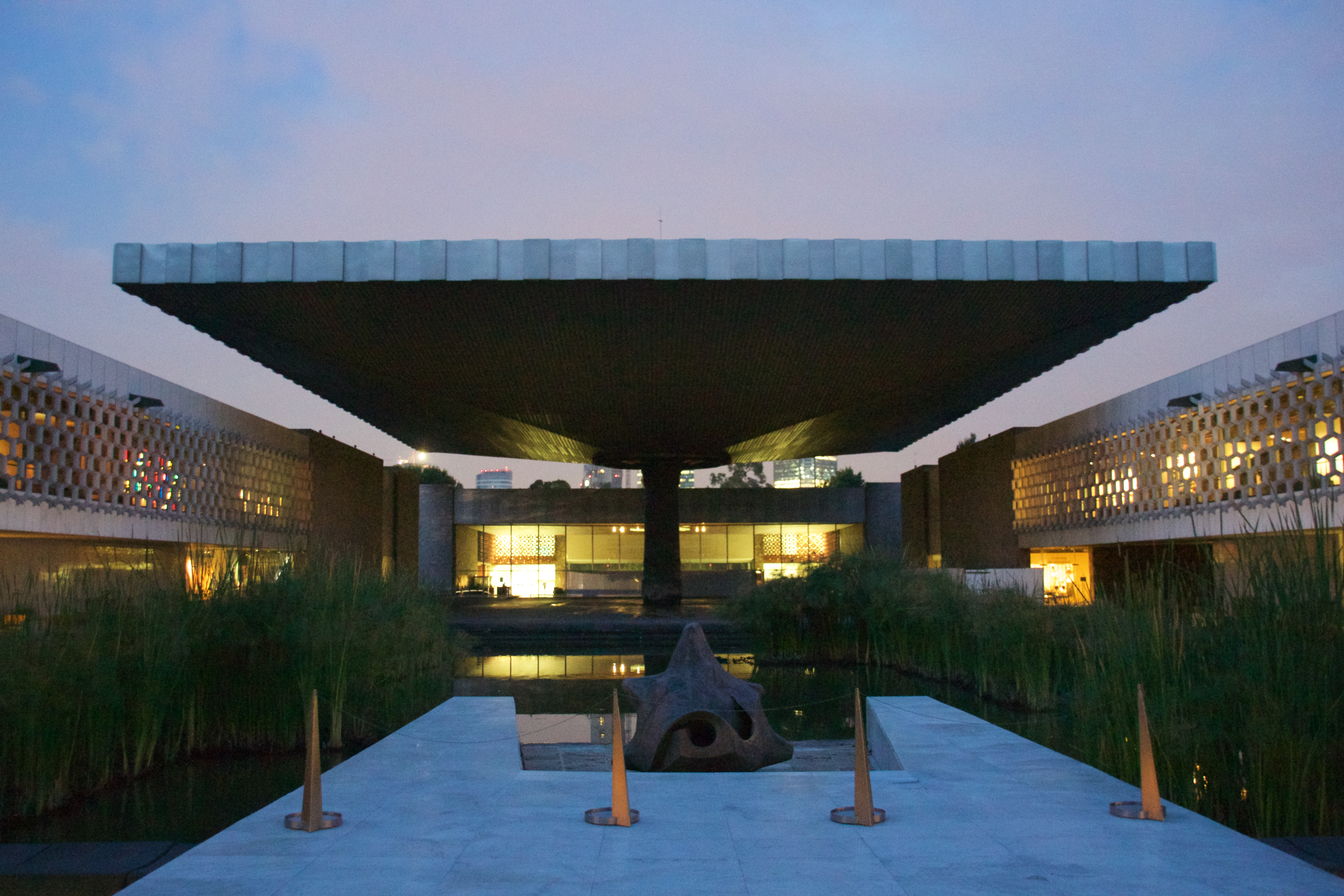
El segundo largometraje de Ruizpalacios, Museo (2018), se inspiró en el robo al Museo Nacional de Antropología de México de 1985.

Su segundo largometraje, Museo (2018) —protagonizado por Gael García Bernal y Leonardo Ortizgris, también actor de Güeros— se inspiró en el robo al Museo Nacional de Antropología de México de la víspera de Navidad de 1985. De acuerdo con el propio Ruizpalacios: «Estaba escribiendo otra película cuando Manuel Alcalá, mi coguionista, me contactó y me dijo que buscaban a un director para hacer Museo». Ambos trabajaron un nuevo guion a partir de una «extenuante investigación»; sin embargo, la trama comenzó a desviarse de los hechos reales pues «no estábamos interesados en hacer un documental», según afirmó el director. El libreto resultó ganador del Oso de Plata en el Festival Internacional de Cine de Berlín y dio paso a filmaciones en locaciones en la capital mexicana, Acapulco de Juárez y Palenque. Además, en un «trabajo de seducción al [Instituto Nacional de Antropología e Historia], al museo [Nacional de Antropología], al patronato», buscaron que se les permitiera grabar en el recinto. No obstante, únicamente lograron permiso para filmar en exteriores, por lo que las salas se recrearon en los Estudios Churubusco.
Después de pasar por los festivales de cine de Toronto y Morelia —donde Ruizpalacios fue galardonado con el premio al mejor director y el filme con el premio del público en la categoría de ficción—, tuvo su estreno en una setecientas salas de cine en territorio mexicano y recibió buenas críticas. Algunas la compararon con Güeros por elementos como su «propuesta de contar su historia a través de un viaje, la idea del distanciamiento paternal, una constante crítica al sistema mexicano y el rompimiento con las reglas pautadas por el lenguaje cinematográfico», así como porque ambas «evidencian las tonterías y autoengaños de sus personajes». En 2018, en entrevista con Associated Press, aseguró que su «interés principal es seguir haciendo películas aquí en México [...] es un terreno fértil y está muy lejos de estar sobreexplotado».
Años después, trabajó en su tercera producción Una película de policías (2021), mezcla de ficción y no ficción, en la que los actores Mónica del Carmen y Raúl Briones representan a dos policías reales, Teresa y Montoya. Por tanto, se trata de un «documental sobre dos oficiales enamorados [fusionado] con un segundo documental sobre los dos actores aprendiendo a ser [policías]». Sobre el largometraje, Ruizpalacios afirmó: «La intención no era otra sino humanizar a estas personas y mirar quién está detrás del uniforme con ese nombre, y escuchar, y ampliar nuestra perspectiva [...]» y ahondó: «Desde que se pone el uniforme [el policía] está representando un papel; y este se prolonga a lo largo de toda su jornada laboral: mostrando una fuerza que no posee, o prestando ayuda para la que no está preparado». En marzo de 2021, el filme recibió el Oso de Plata, por contribución artística por el trabajo de edición de Yibrán Asuad, en el Festival Internacional de Cine de Berlín. Previo a su estreno en noviembre siguiente en Netflix, se presentó en algunos cines y en los festivales internacionales de Cine de San Sebastián y en el de Cine de Morelia.
En los Ariel 2022, Una película de policías fue nominada en diez categorías y recibió seis premios, incluyendo el galardón al mejor guion original para Ruizpalacios y David Gaitán, a la mejor edición para Asuad, al mejor largometraje documental, a la mejor actriz para del Carmen y al mejor actor para Briones. Además, el cineasta recibió su segundo Ariel a la mejor dirección; durante la ceremonia en el Colegio de San Ildefonso, agradeció a su esposa, a los actores —«por su entrega, sin su amor y entrega absoluta esta película no existiría»— e indicó: «Me encanta hacer estas películas en familia, no le veo sentido si no fuera así. Gracias papá y mamá que, aunque querían que fuera médico, han estado ahí siempre para mí». Su cuarto proyecto, originalmente planeado para ser el tercero, cuyo guion desarrolló antes de Museo y se basó en la obra de teatro La cocina de Arnold Wesker, se rodó en Ciudad de México y Nueva York en blanco y negro. Según el cineasta, retomaría una temática relacionada con «unos cocineros indocumentados en la ciudad de los rascacielos», abordada previamente en su cortometraje Café Paraíso.
También afirmó que la película, protagonizada por la actriz estadounidense Rooney Mara, «es una obra sobre el monstruo aplastante del capitalismo y cómo el individuo desaparece ante esa cadena de trabajo despersonalizada». En entrevista con El País en octubre de 2022, dijo que esa obra —titulada La cocina— «tardé mucho tiempo en hacerla porque nadie la quería financiar, nunca me costó tanto trabajo levantar una película».

### Otros trabajos
Dirigió obras de teatro como La cocina de Arnold Wesker en el Teatro Santa Catarina, La comedia de los errores y El playboy del oeste para Teatro UNAM, así como God de Woody Allen en el Teatro Gielgud de Londres. Por otra lado, formó parte, junto con Amat Escalante, del equipo de directores de la serie de Netflix, Narcos: México. En este sentido, también dirigió episodios de Aquí en la Tierra y en Los Ángeles el piloto de la serie Vida para el canal Starz. Asumió la dirección de dos capítulos de Outer Range, serie de Prime Video protagonizada por Josh Brolin. Igualmente, dirigió el video del sencillo «Hasta la raíz» de la cantante Natalia Lafourcade.

## Vida personal
Ruizpalacios se ha desempeñado como maestro del Centro de Capacitación Cinematográfica. Tiene dos hijos con su esposa, la actriz Ilse Salas.

## Filmografía

### Cortometrajes
- Café Paraíso (2008)
- El último canto del pájaro Cú (2010)
- Verde (2016)

### Series
- Andor (2022) (Temporada 2, Episodios 10, 11 y 12)

### Largometrajes
- Güeros (2014)
- Museo (2018)
- Una película de policías (2021)
- La cocina (2024)